# Bernhard Olsen
Rasmus Ulrik Bernhard Olsen (9. september 1836 i København – 17. juli 1922 smst) var en dansk museumsmand, der grundlagde Dansk Folkemuseum og Frilandsmuseet og var leder af disse henholdsvis 1885-1920 og 1897-1920.
Bernhard Olsen var uddannet tegner og xylograf og i en årrække medarbejder ved Illustreret Tidende. Han deltog i deltog i krigen 1864 som løjtnant, og 1868-85 var han kunstnerisk direktør for Tivoli. Ved en kunstindustriel udstilling i København 1879 tilbød han skabe en afdeling for landbokulturen og skabte derved grundstammen for sit museum, Dansk Folkemuseum, der fik til huse på Vesterbrogade i Panoptikonbygningen, der blev navngivet efter det panoptikon, som han oprettede her i samarbejde med arkitekter og kunstnere. Ved at arrangere de museale tableauer i interiører skabte han en ny museal udstillingsform på dansk grund. Museets pladsforhold blev dog efterhånden utilstrækkelige, og i 1930'erne blev det overflyttet til Nationalmuseet. Samtidig var det i 1900 lykkedes Olsen at erhverve arealer til sit parallelle initiativ for almuekulturen, Frilandsmuseet ved Kongens Lyngby, hvor de første bygninger kunne rejses i 1901.
Han var medlem af bestyrelsen for Musikhistorisk Museum fra 1897, Ridder af Dannebrog og Dannebrogsmand. Han skrev flere bøger om kulturhistorie, museumsvæsen og folklore.